# Grimpar cacao
Xiphorhynchus susurrans
Espèce
Répartition géographique
Statut de conservation UICN

 LC  : Préoccupation mineure
Le Grimpar cacao (Xiphorhynchus susurrans) est une espèce de passereaux de la famille des Furnariidae.

## Répartition et sous-espèces
Selon la classification de référence du Congrès ornithologique international (14.2, 2025) :
- X. s. confinis (Bangs, 1903) — est du Guatemala et nord du Honduras ;
- X. s. costaricensis (Ridgway, 1888) — du sud du Honduras à l'ouest du Panama ;
- X. s. marginatus Griscom, 1927 — centre du Panama ;
- X. s. nana (Lawrence, 1863) — de l'est du Panama au nord du Venezuela ;
- X. s. rosenbergi Bangs, 1910 — vallée du Cauca (Colombie) ;
- X. s. susurrans (Jardine, 1847) — Trinité-et-Tobago ;
- X. s. jardinei (Dalmas, 1900) — nord-est du Venezuela ;
- X. s. margaritae Phelps & Phelps Jr., 1949 — île Margarita ;